# Momil (kommun)
Momil är en kommun i Colombia.   Den ligger i departementet Córdoba, i den norra delen av landet, 500 km norr om huvudstaden Bogotá. Antalet invånare är 14 092.